# Wesz królicza
Wesz królicza (Haemodipsus ventricosus) – gatunek wszy należący do rodziny Polyplacidae, pasożytujący na króliku europejskim (Oryctolagus cuniculus). Powoduje chorobę wszawicę. 
Samiec długości 1,0 mm, samica 1,5 mm. Są silnie spłaszczone grzbietowo-brzusznie. Samica składa  jaja zwane gnidami, które są mocowane specjalnym "cementem" u nasady włosa. Rozwój osobniczy trwa po wykluciu się z jaja około 14 dni. Pasożytuje na skórze.Gatunek kosmopolityczny.